# Pierrepont-sur-Avre
Pierrepont-sur-Avre là một xã ở tỉnh Somme, vùng Hauts-de-France, Pháp.

## Địa lý
Thị trấn này tọa lạc trên đường D935, khoảng 20 dặm Anh về phía đông nam của Amiens, hai bên bờ sông Avre.

## Dân số
| 1962                                                           | 1968 | 1975 | 1982 | 1990 | 1999 | 2006 |
| -------------------------------------------------------------- | ---- | ---- | ---- | ---- | ---- | ---- |
| 380                                                            | 336  | 336  | 374  | 417  | 475  | 500  |
| Số liệu điều tra dân số từ năm 1962, dân số không tính hai lần |      |      |      |      |      |      |